# Aarhus (meteorito)
Aarhus é um meteorito de condrito H que caiu na Terra em 2 de outubro de 1951 às 18:15 em Aarhus, Dinamarca. O meteoro se partiu pouco antes do impacto e duas partes foram recuperadas. Elas são conhecidos como Aarhus I (com 300g) e Aarhus II (com 420g). Aarhus I e foram encontradas na pequena floresta de Riis Skov, apenas alguns minutos após o impacto.